# Захаров, Владимир Николаевич (литературовед)
Владимир Николаевич Захаров (р. 20 октября 1949, Мурманск) — советский и российский филолог, исследователь русской классической литературы, специалист по исторической поэтике, текстологии, творчеству Ф. М. Достоевского. Президент Международного Общества Ф. М. Достоевского.

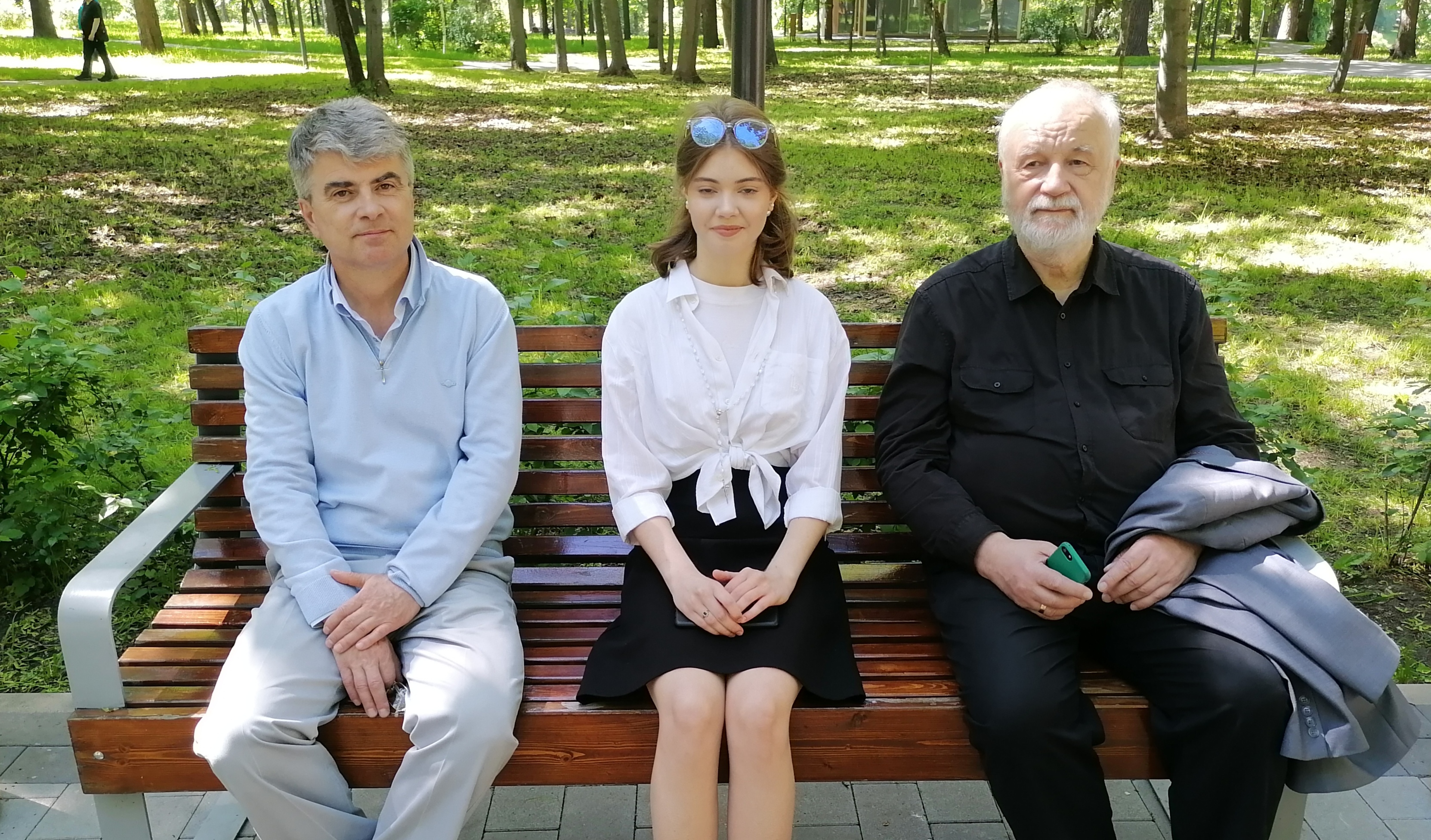
В. Н. Захаров (справа). 2022 год

Доктор филологических наук, профессор.

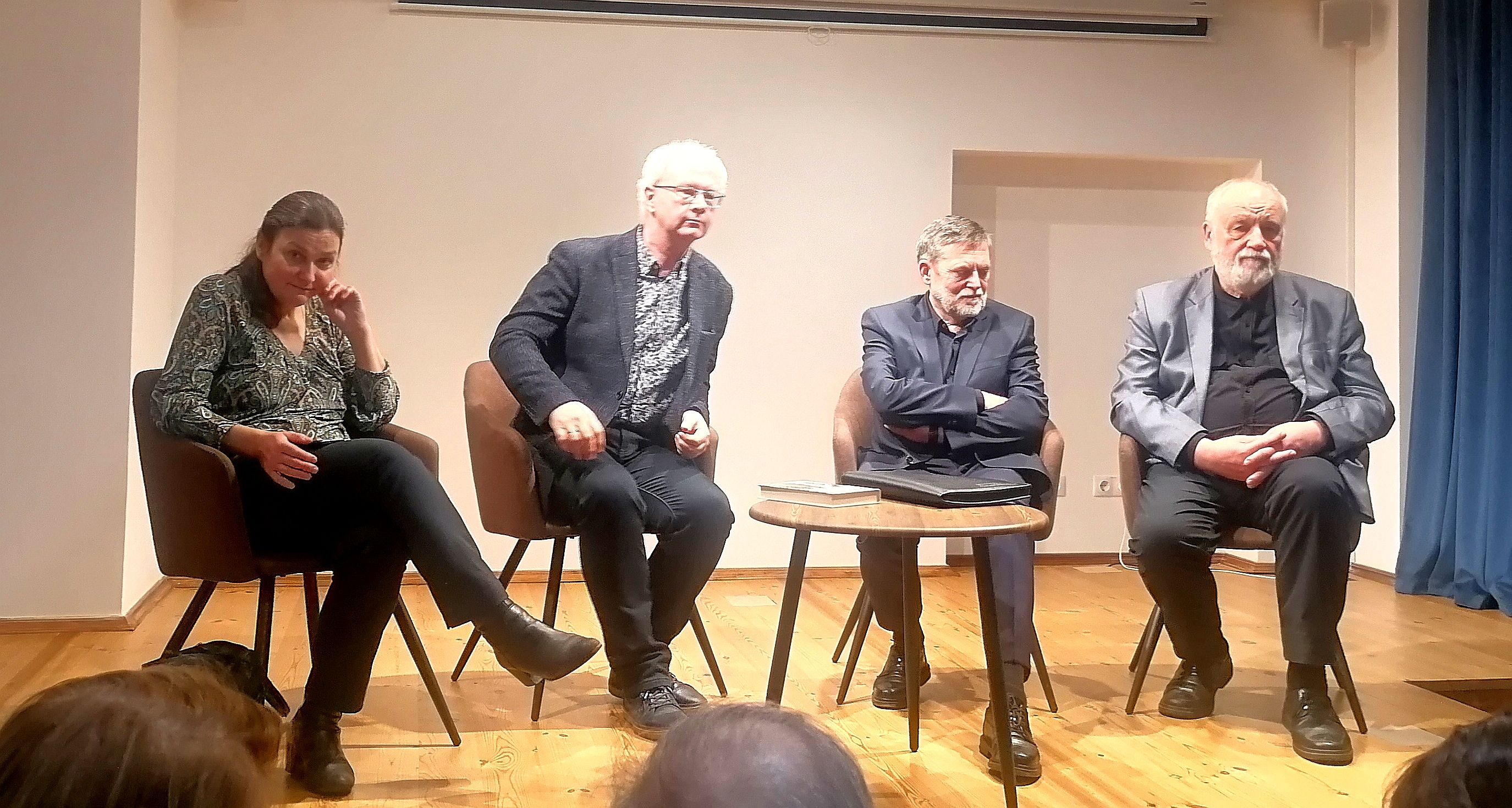
А. Гачева, П. Фокин, И. Есаулов, В. Захаров в музее Достоевского

Заведующий кафедрой русской литературы и журналистики Петрозаводского государственного университета с 1985 г. по настоящее время. С октября 2001 г. также работает в Российском гуманитарном научном фонде. Автор ряда монографий, статей, редактор более 40 изданий, посвященных изучению русской литературы, исторической поэтики, текстологии.

## Биография
Родился в семье военнослужащего, участника Великой Отечественной войны, Николая Фёдоровича Захарова. По примеру отца в детстве хотел стать военным и поступил в суворовское училище. В училище был определён в литературный кружок. Постепенно увлёкся литературой, в результате чего училище оставил до окончания срока обучения. Среднее образование смог завершить в обычной школе.
В 1972 году окончил историко-филологический факультет Петрозаводского государственного университета. Красный диплом не смог получить из-за низкой оценки по военной подготовке.
После окончания университета начал работать преподавателем ПетрГУ. В 1975 году защитил кандидатскую диссертацию на тему «Фантастическое в эстетике и творчестве Ф. М. Достоевского», в 1988 году — докторскую диссертацию на тему «Система жанров Достоевского: типология и поэтика». С 1985 года — заведующий кафедрой русской литературы и журналистики ПетрГУ. До 2001 года являлся деканом филологического факультета ПетрГУ. С октября 2001 года — сотрудник Российского гуманитарного научного фонда (с 2016 года — Отделения гуманитарных и общественных наук Российского фонда фундаментальных исследований).

## Научная деятельность
Один из крупнейших специалистов по изучению русской литературы и творчества Ф. М. Достоевского. Издал ряд монографий и свыше 300 статей, посвященных различным аспектам изучения истории русской словесности, теории литературы, текстологии, наследия Ф. М. Достоевского, которые опубликованы в России, Болгарии, Великобритании, Германии, Китае, Норвегии, США, Хорватии, Японии.
Область научных интересов: история русской литературы, теория литературы, историческая поэтика, этнопоэтика, текстология, творчество Достоевского, информационные технологии в филологических исследованиях и образовании.
На основе разработанных им текстологических принципов выпускает Полное собрание сочинений Достоевского в авторской орфографии и пунктуации, в котором представлены аутентичные тексты, значителен объём публикаций неизвестных, впервые атрибутированных писателю текстов (выходит в издательстве Петрозаводского университета с 1995 г.).
Под научной редакцией В. Н. Захарова в 2003—2005 гг. опубликовано Полное собрание сочинений Достоевского в 18 томах (20 книгах), вышедшее в издательстве «Воскресенье».
Глава «петрозаводской школы» в изучении христианской традиции в русской словесности, в отечественной достоевистике и текстологии. Учениками В. Н. Захарова защищены 13 кандидатских и докторских диссертаций.
Сторонник внедрения Digital humanities в филологические исследования и образование. В 1993 г. создал на филологическом факультете ПетрГУ исследовательскую Интернет-лабораторию и текстологическую группу. Их сотрудники под руководством Захарова занимаются изданием аутентичных текстов русских писателей.
Занимается изучением христианской традиции в отечественной словесности. По его инициативе начиная с 1993 г. в Петрозаводском университете проходят международные конференции «Евангельский текст в русской литературе XVIII—XX веков: Цитата, реминисценция, сюжет, мотив, жанр». Материалы конференций опубликованы в одноимённых сборниках, выходящих под редакцией В. Н. Захарова с 1994 года в серийном издании «Проблемы исторической поэтики».
В 1998 г. на Генеральной ассамблее X симпозиума международного общества Ф. М. Достоевского в Нью-Йорке был избран вице-президентом этого сообщества, в июле 2013 г. — президентом IDS.
Ответственный редактор серийных изданий «Проблемы исторической поэтики» и «Проблемы текстологии Достоевского», членом редакционных советов и коллегий журналов «Вестник РГНФ», «Знание. Понимание. Умение», «Вестник Литинститута», «Ученые записки Петрозаводского государственного университета», серийного издания IDS «Dostoevsky Monographs».

## Награды
- Медаль «За заслуги перед Республикой Карелия» (31 сентября 2020) — за высокие достижения и заслуги перед Республикой Карелия и её жителями в области экономической, социально-культурной, государственной и общественной, профессиональной деятельности в сфере культуры, искусства, образования, охраны здоровья, жизни и прав граждан.
- Андреевская премия Головного совета по филологии Министерства образования России.
- Орден преподобного Сергия Радонежского III степени Русской Православной Церкви
- Премия «Александр Невский» за 2011 год[8]

## Звания
- Заслуженный деятель науки Республики Карелия
- «Почётный работник высшего профессионального образования Российской Федерации»
- «Почетный работник науки и техники Российской Федерации»

### Монографии
- Проблемы изучения Достоевского: Учебное пособие. — Петрозаводск, 1978.
- Система жанров Достоевского: Типология и поэтика. — Л., 1985.
- Проблемы исторической поэтики: Этнологические аспекты. — М.: Индрик, 2012. — 264 с.
- Имя автора — Достоевский. Очерк творчества. — М.: Индрик, 2013. — 456 с.

### Статьи
- Захаров В. Н. Куда исчез архив Достоевского 1840-х годов? // Знание. Понимание. Умение. — 2014. — № 3. — С. 287—296. — ISSN 1998-9873.
- Захаров В. Н. Тезаурусный анализ и проблема атрибуции редакционных статей в «Гражданине» Достоевского (1873—1874) // Горизонты гуманитарного знания. — 2019. — № 5. — С. 104—116 (архивировано в WaybackMachine). — doi:10.17805/ggz.2019.5.6.

### Редактор изданий
- Жанр и композиция литературного произведения / Научн. ред., сост. — Петрозаводск, 1988.
- Проблемы исторической поэтики / Научн. ред., сост. Вып. 1—2.— Петрозаводск, 1990, 1992.
- Современные проблемы метода, поэтики и жанров русской литературы / Научн. ред., сост. — Петрозаводск, 1991.
- Новые аспекты изучения Достоевского : Сб. статей. — Петрозаводск: Изд-во ПетрГУ, 1994.
- Евангельский текст в русской литературе XVIII—XX веков: Цитата, реминисценция, сюжет, мотив, жанр / Научн. ред., сост. — Петрозаводск, 1994—2013. — Вып. 1-8.
- Достоевский Ф. М. Полное собрание сочинений: Канонические тексты / Изд. в авторской орфографии и пунктуации под ред. проф. В. Н. Захарова. — Петрозаводск: Изд-во ПетрГУ, 1995-2012-. — Т. I—IX — (издание продолжается).
- Шульц О. Светлый, жизнерадостный Достоевский / Научн. ред., сост. — Петрозаводск: Изд-во ПетрГУ, 1998.
- Достоевский Ф. М. Полное собрание сочинений: В 18 т. / Сост., подгот. текстов. — М.: Воскресенье, 2003—2005.
- Проблемы текстологии Ф. М. Достоевского. Вып. 1-2. Петрозаводск : Изд-во ПетрГУ, 2009—2012.

и др.